# Нацуи, Сёкити
Сёкити Нацуи (яп. 夏井 昇吉 Нацуи Сёкити, 10 октября 1925 — 13 сентября 2006) — японский дзюдоист, первый в истории чемпион мира.

## Биография
Родился в префектуре Акита на территории современного города Ога; стал полицейским. В 1954 году стал бронзовым призёром чемпионата Японии по дзюдо, в 1955 году на чемпионате Японии завоевал серебряную медаль.
В 1956 году в Токио прошёл первый в истории чемпионат мира по дзюдо. Никаких весовых категорий не было, в противники мог достаться участник любого веса. Свою первую схватку Сёкити Нацуи выиграл за три секунды, швырнув противника из Камбоджи через плечо броском сэойнагэ. Во второй схватке он встретился с   Каи Йохансенном (дат. Kai Johansen) из Дании, и победил его за 8 секунд с помощью броска тай отоси. В третьей схватке противником был Водрей из Бельгии; на победу над ним ушло 44 секунды. В полуфинале Сёкити Нацуи встретился с Анри Куртином из Франции, которого вновь победил за 8 секунд с помощью тай-отоси. Финальная схватка против Ёсихико Ёсимацу завершилась в пользу Сёкити Нацуя.
В 1957 году Сёкити Нацуи стал чемпионом Японии.